# Palutrus
Palutrus és un gènere de peixos de la família dels gòbids i de l'ordre dels perciformes.

## Taxonomia
- Palutrus meteori (Klausewitz & Zander, 1967)
- Palutrus pruinosa (Jordan & Seale, 1906)
- Palutrus reticularis (Smith, 1959)
- Palutrus scapulopunctatus (de Beaufort, 1912)[2][3][4][5][6]